# Жаба леопардова
Жа́ба леопа́рдова (Lithobates pipiens) — вид земноводних з роду американська жаба родини жаб'ячі.

## Опис
Довжина тіла сягає 75-110 мм. Голова середнього розміру. Тулуб дещо витягнутий. Від ока до кінчика тулуба проходять дві симетричні зморшки світлого кольору. Забарвлена у різні відтінки зеленого або коричневого кольору з великими, темними, круглими плямами на спині, боках і ногах. Цим самим нагадує шкіру леопарда. Подібно до інших американських жаб, не має темної скроневої плями, що йде через барабанну перетинку. Черево білого або блідо-зеленого кольору.

## Спосіб життя
Полюбляє долини річок, болота, ставки, міжріччя. Зустрічається на висоті до 3000—3350 м над рівнем моря. Доволі рухлива тварина. Менш вимоглива до вологості на відміну від інших жаб. Разом з тим воліє до високих температур. Веде наземний спосіб життя. Живиться кониками, мухами, червами, меншими жабами. У шлунках леопардових жаб 15% обсягу їжі складають личинки лускокрилих, 9% — равлики, 4% — мокриці. Відомі випадки знаходження в її шлунку кажанів. Маючи великий рот, може нападати навіть на птахів та підв'язкову змію.
Влітку за гарної погоди леопардові жаби зазвичай 95% часу залишаються у схованках, деякі тримаються там більше 24 годин і навіть до 5 діб. Пересування їх за індивідуальними ділянкам зазвичай не перевищує 5-10 м. Такі пересування відбуваються в будь-який час доби, але майже 2/3 загальної відстані вони проходять в темряві. При нічних дощах жаби іноді здійснюють значні пересування, проходячи при цьому 100–160 м. Зі світанком міграції припиняються, але можуть тривати наступної ночі. Одна жаба за дві ночі пройшла 240 м. При сильних тривалих дощах майже уся популяція жаб мігрує.
Парування й розмноження відбувається у березні—червні. Самиці відкладають до 6500 яєць. Метаморфоз відбувається у першій половині липня, триває 70—110 діб.

## Поширення
Мешкає на значній території Канади й США.